# 神谷正太郎
神谷 正太郎（かみや しょうたろう、1898年〈明治31年〉7月9日 - 1980年〈昭和55年〉12月25日）は、日本の実業家。位階は従三位。勲等は勲一等。トヨタ自動車販売（現・トヨタ自動車）名誉会長。
三井物産、日本ゼネラル・モータース、豊田自動織機製作所（現・豊田自動織機）、トヨタ自動車工業（現・トヨタ自動車）での勤務を経て、トヨタ自動車販売社長（初代）、名古屋放送（現・名古屋テレビ放送）社長（初代）、トヨタ自動車販売会長（初代）などを歴任した。

## 概要
愛知県知多郡横須賀町（現・東海市）出身。トヨタ自動車販売社長・会長・名誉会長、名古屋放送社長等を歴任した。トヨタ自動車系ディーラーの礎を一代で築き上げ、その豪腕から「販売の神様」と称された。

## 来歴

### トヨタ入りまで
名古屋市立商業学校（現・名古屋市立名古屋商業高等学校）卒業後、三井物産に入社。シアトルやロンドン駐在員として7年間在職の後退職し、1925年（大正14年）、ロンドンにて鉄鋼商社「神谷商事」を設立。経営は順調で日本やインド向けに鉄鋼の輸出を行なっていたが、現地での炭鉱労働者によるストライキなどで経営が一気に傾き、これによって1927年（昭和2年）に神谷商事は廃業した。
やむなく帰国した神谷は、ビジネスの経験と英語が堪能であったことで、ゼネラルモーターズ（GM）の日本法人である日本ゼネラル・モータース（日本GM）からスカウトを受け1928年（昭和3年）に入社。ここで生涯関わり続けることとなる「自動車」と出会う。日本GMでは販売を担当し、自動車ディーラーとしてのノウハウを身に着けた。自動車といえばタクシーおよびトラック需要が大半であった日本にモータリゼーションを根付かせようと奮闘した神谷は、最終的に日本GMではナンバー2である副支配人にまで出世した。
反面当時の日本GMでは、本国から派遣されてきたアメリカ人幹部たちの意向で、日本人経営の契約代理店に対し、正規代理店契約の継続条件を盾に過酷な販売ノルマを課する一方的商慣行が横行しており、日本人社員の待遇も不十分であった。日本人社員の出世頭であった神谷はこの不平等状態を問題視しており、後年トヨタにおいて代理店に対するパートナーシップ重視の姿勢を打ち出すことになる。

### トヨタ自動車へ入社
1935年（昭和10年）、神谷の地元である愛知県で、豊田自動織機製作所が自動車の生産に乗り出すという報を受ける。豊田の自動車部門の創業者で自身は技術畑の人物であった豊田喜一郎から「販売の事は一切おまかせする」と販売担当への就任を要請された神谷はこれを承諾し、豊田に役員待遇で入社した。この時、神谷と懇意にしていたGMの販売代理店「日の出モータース」支配人の山口昇は神谷の誘いを受けてGMの販売権を返上、豊田の第１号販売代理店となった。これが現在の愛知トヨタ自動車のルーツである。
1937年（昭和12年）、豊田自動織機製作所の自動車部が分離独立したトヨタ自動車工業（トヨタ自工）の取締役販売部長に就任。神谷は全国各地の有力な地場資本に働きかけ、トヨタの車両販売代理店への契約に奔走し、結果、全国に販売網を形成することができた。しかし築き上げたディーラー網は太平洋戦争突入による戦時体制で「全ての販売会社を統合した上で1県に1社を原則とする」自動車配給会社となり、神谷の努力が一時期無駄になってしまった時期もあった。
戦後はいち早く全国の自社ディーラー網再構築に乗り出し、戦前は日産代理店であった地方ディーラーにも熱心に働きかけてトヨタ系に鞍替えさせるなど、引き続き販売網強化に重要な役割を果たした。

### トヨタ自販社長就任後
トヨタ自工は経営危機に見舞われた1950年（昭和25年）、経営立て直しのため、製造部門と販売部門を分離する「工販分離」に踏み切る。販売部門のトヨタ自動車販売（トヨタ自販）が設立され、神谷はトヨタ自販の初代社長に就任する。
神谷は系列ディーラー各社を指導してサービス体制の向上に努めると共に、自動車の販売施策として「定価販売」「月賦販売」を本格的に取り入れ、これは他メーカーも追随することとなった。さらに販売店についても、これまでの「1県1社のフランチャイズ」から「マルチチャンネル」への移行を掲げ、その結果誕生したのがトヨペット店第1号と成る、トヨタ直営の東京トヨペット（現・トヨタモビリティ東京）である。以後トヨタ自販は日本国内での大規模なマルチチャンネル化を推進し、強力な販売店網を構築することで、戦後モータリゼーションの潮流に与し、生産側の自工共々業績を拡大していくことになる。後に「営業のトヨタ」「販売のトヨタ」と評される由縁であるが、その基礎は神谷の方針に端を発する。
また自動車の商品性をも重視しており、大衆車普及の時代となった1960年代中期、新型ファミリーカー「カローラ」の開発にあたっては営業サイドからの要望として「ライバルの日産・サニーよりエンジン排気量が上回るように」と強く主張、結局サニーの1000ccに対してカローラは1100ccで開発・発売され、大ヒット商品となった。
更に自動車を取り巻く環境の整備にも力を注ぎ、運転教習所（中部日本自動車学校）や自動車整備士養成学校（現・専門学校トヨタ東京自動車大学校など）、アメリカのスタンダード・バキューム社（現在のエクソンモービルの前身）との提携による純正オイルブランド「キヤッスル」の創設に大きく携わった。この関係からキヤッスルの商標は現在でもエクソンモービルが権利者となっている。
長年にわたりトヨタ自販の社長として辣腕を振るったが、1975年（昭和50年）に会長となり経営の第一線からは退いた。晩年の1979年（昭和54年）には名誉会長となった。
トヨタ以外では1956年（昭和31年）に通商産業省顧問（翌年まで）、1961年（昭和36年）には名古屋放送設立にあたって取締役社長となった。さらに日本自動車工業会理事、日本とインドネシアの合弁企業「ジャパンインドネシアオイル」の社長も歴任した。また、1970年（昭和45年）には、神谷の発願によりトヨタ自動車関係者らが寄進して、交通安全の祈願と交通事故遭難者の慰霊のため、長野県茅野市に蓼科山聖光寺を創建した。
1960年（昭和35年）に藍綬褒章を受章、1962年（昭和37年）に紺綬褒章を受章、1967年（昭和42年）に輸出振興内閣総理大臣表彰を受賞、1968年（昭和43年）に勲二等旭日重光章を受章、1973年（昭和48年）に勲一等瑞宝章を受章した。1980年（昭和55年）、従三位贈位。
なお、神谷の個人商店的存在として東京・銀座に賃貸不動産業を核とした複合企業（中古車販売・インドアゴルフ場・ペットサロン）の丸八殖産が存在する。

## 語録
- 「一にユーザー、二にディーラー、三にメーカーの利益を考えよ」
- （初代カローラ発売時）「私は自信をもってこの車はご披露する。（中略）将来、この車を世界のファミリーカーに育て上げるつもりである」
- 「経営者には六段階の時期がある。第一の段階は、社長個人でお金を儲けようとする時期。第二の段階は、会社として利益を生み、蓄積を考える時期。第三の段階は、売上高や社員を含めて、会社全体を大きくしたいと願う時期。第四の段階は、人や組織作りに一生懸命になる時期。第五の段階は、業界や、世の為、人の為に尽くす時期。第六の段階は、死んだとき悪口をいわれないように努める時期」

## 備考
2014年（平成26年）放映のTBSテレビのドラマ「LEADERS」では神谷をモデルとした人物・神田征太郎（演 - 神保悟志）が登場した。

## 略歴
- 1898年 - 愛知県知多郡横須賀町（現・東海市）にて誕生。
- 1925年 - 神谷商事設立。
- 1927年 - 神谷商事廃業。
- 1928年 - 日本ゼネラル・モータース入社。
- 1935年 - 豊田自動織機製作所入社。
- 1937年 - トヨタ自動車工業取締役販売部長。
- 1950年 - トヨタ自動車販売社長。
- 1951年 - 太平殖産設立[2]。
- 1952年 - 日丸産業設立[2]。
- 1956年 - 通商産業省（現・経済産業省）顧問。
- 1961年 - 名古屋放送社長。
- 1975年 - トヨタ自動車販売会長。
- 1979年 - トヨタ自動車販売名誉会長。
- 1980年 - 死去。

## 賞歴
- 1967年 - 輸出振興内閣総理大臣表彰。

## 栄典
- 1960年 - 藍綬褒章[1]。
- 1962年 - 紺綬褒章。
- 1968年 - 勲二等旭日重光章[1]。
- 1973年 - 勲一等瑞宝章[1]。
- 1980年 - 従三位[1]。